# المركز الإسلامي لتنمية التجارة
المركز الإسلامي لتنمية التجارة هو منظمة حكومية دولية وواحد من الأجهزة الفرعية السبعة لمنظمة التعاون الإسلامي والمختصة في ترويج التجارة والنمو الاقتصادي والتعاون التجاري في القطاعين العام والخاص عبر الدول الأعضاء والبالغ عددها 57 دولة.
يلعب المركز دوراً منتظماً في التبادل التجاري وتسهيل التجارة والاستثمارات في دول منظمة التعاون الإسلامي. كما أنه يحافظ على بيئة داعمة للدول المنتسبة في إمكانية الوصول إلى التسويق الدولي، بالإضافة إلى إجراء المفاوضات مع المنظمات والمجموعات والشركات الدولية الأخرى في مجال التجارة.

## التاريخ
يقع المقر الرئيسي للمركز في الدار البيضاء، بالمغرب، اعتمدت الدورة الاستثنائية الثالثة لمؤتمر القمة الإسلامي في عام 1981 قرار إنشاء المركز الإسلامي لتنمية التجارة. في عام 1984، عقدت جلسة الموافقة على إنشاء المركز في مكة، بالمملكة العربية السعودية واطلق رسميًا هيئةً فرعيةً من موقعه في الدار البيضاء.
في الفترة من 21 إلى 23 يونيو 2021، أطلق المركز الإسلامي لتنمية التجارة ندوة عبر الإنترنت حول حالة المفاوضات التجارية متعددة الأطراف في منظمة التجارة العالمية.
في سبتمبر 2021، تم التوقيع على مذكرة من قبل مركز اكسبو الشارقة، الاتحاد العربي للمعارض والمؤتمرات الدولية، مجلس الوحدة الاقتصادية العربية، وجامعة الدول العربية للتعاون مع المركز الإسلامي لتنمية التجارة للحفاظ على بيئة داعمة واحدة في مجال التطورات التجارية والمعارض الاقتصادية عبر الدول الأعضاء.
في فبراير 2022، وقعت الجمعية المغربية للمصدرين (ASMEX) والمركز الإسلامي لتنمية التجارة اتفاقية شراكة لتطوير الأنشطة لصالح أعضاء الجمعية، وإنشاء روابط شراكة بين أعضاء Asmex والمستوردين في دول أخرى.
خلال الدورة التاسعة والثلاثين لمجلس إدارة المركز المنعقدة خلال الفترة من 7 إلى 8 مارس 2022 في مراكش، تم تأسيس أكثر من مقر جديد في كل من المملكة العربية السعودية وبنغلاديش والكاميرون وساحل العاج وإندونيسيا والمغرب ونيجيريا وباكستان وتونس.
أعلن المركز الإسلامي لتنمية التجارة، في مؤتمر نُظم في 10 مايو 2022 بالرباط، عن انعقاد المعرض التجاري السابع عشر لمنظمة التعاون الإسلامي الذي تم انعقد في الفترة من 13 إلى 19 يونيو 2022 في داكار.
في ديسمبر 2022، نظم البنك الإسلامي للتنمية والمركز الإسلامي لتنمية التجارة ورشة عمل بعنوان رقمنة الخدمات لتشجيع الاستثمار في الدول الأعضاء في منظمة التعاون الإسلامي.
نظم المركز الإسلامي لتنمية التجارة، في 6 و 7 مارس 2023 في كمبالا، أوغندا، النسخة الأولى من منتدى القهوة للدول الأعضاء في منظمة التعاون الإسلامي، بالشراكة مع وزارة التجارة والصناعة والتعاونيات في جمهورية أوغندا وهيئة تنمية البن الأوغندية.
في مارس 2023، نظم المركز الإسلامي لتنمية التجارة، بالتعاون مع وكالة تشجيع الاستثمار في موريتانيا، النسخة الثانية من منتدى الاستثمار "أيام الاستثمار للمركز الإسلامي لتنمية التجارة".

## استثمار
حقق المركز الإسلامي لتنمية التجارة العديد من التطورات التجارية بقيمة 271.45 مليار دولار في عام 2005 وارتفعت إلى 878 مليار دولار في عام 2015. استثمر المركز، إلى جانب الدول الأعضاء، 223% من إجمالي الميزانية بين عامي 2005 و 2015. تحتل الإمارات العربية المتحدة المرتبة الأولى في التجارة حيث وصل حجم استثماراتها إلى 121.7 مليار دولار أي ما يعادل 15.2% تقريبا، بينما وصل حجم استثمارات تركيا إلى 77.8 مليار دولار بما يعادل 9.7% تقريبا. كما وصل حجم استثمار السعودية 74.3 مليار دولار، بما يعادل 9.3% تقريبا.
وصل قيمة الاستثمارات الخاصة بدول مجلس التعاون الخليجي إلى 35% من حجم الاستثمار، بينما حققت الدول الآسيوية 31% من حجم الاستثمار ودول الشرق الأوسط قد قدمت مساهمة بنسبة 24%، وساهمت منطقة أفريقيا السوداء بنسبة 7%. البلدان المرتبطة باتحاد المغرب العربي قدمت مساهمة بنسبة 5% منذ ارتباطها بالمركز الإسلامي لتنمية التجارة.
زادت قيمة استثمارات المركز من 18.7% في عام 2016 إلى 21.2% في عام 2018. وشهدت زيادة إجمالية قدرها 13.5% بين عامي 2016 و 2018.

## المدراء العامين
- 2022-2024: لطيفة البوعبدلاوي[34][35]
- 2013-2022: الحسان حزاين[36][37]
- 2011-2013: مهنا المهنا
- 2000-2011: علال الراشدي[38][39]